# Camargo (Illinois)
Camargo é uma vila localizada no estado americano de Illinois, no Condado de Douglas.

## Demografia
Segundo o censo americano de 2000, a sua população era de 469 habitantes.
Em 2006, foi estimada uma população de 512, um aumento de 43 (9.2%).

## Geografia
De acordo com o United States Census Bureau tem uma área de
3,3 km², dos quais 3,3 km² cobertos por terra e 0,0 km² cobertos por água.

## Localidades na vizinhança
O diagrama seguinte representa as localidades num raio de 16 km ao redor de Camargo.